# Double-fake: under the Gundam
Double-fake: Under the Gundam (ダブルフェイク アンダー･ザ･ガンダム?) è un manga scritto da Tetsuya Asagiri e disegnato da Yuji Ushida, ambientato nell'Universal Century della saga di Gundam, sorta di prequel al lungometraggio Gundam: Char's Counterattack. Pubblicato originariamente nel 1990 sulla rivista di modellismo della Bandai Mokei Jōhō per promuovere una nuova serie di model kit, è stato poi ripubblicato nel 2002 in volume unico dalla MediaWorks.

## Trama
La vicenda ha luogo nello 0090 UC, tra la fine della serie TV Mobile Suit Gundam ZZ ed il film Char's Counterattack, ed ha per protagonista Darry Neil Guns, un giovane dipendente della Monotone Mouse Corporation, società impegnata nella ricostruzione delle colonie danneggiate nel corso dei vari conflitti. Il 15 luglio 0090, la Colored Force, una fazione del gruppo terroristico  denominato New Summer Project, dietro cui si nasconde il redivivo Char Aznable, attacca la colonia di Texas a Side 5, costringendo la Monotone a prendere parte alla difesa al fianco della squadra Arahas della Federazione Terrestre. Il giovane Darry, appassionato di mobile suit e del primo Gundam RX-78 in particolare, per gioco ha modificato il proprio mobile worker in modo da farlo rassomigliare a quello, e così viene suo malgrado direttamente coinvolto nello scontro.